# 覚悟はいいかそこの女子。
『覚悟はいいかそこの女子。』（かくごはいいかそこのじょし、Are you ready? Hey you girl!）は、椎葉ナナによる日本の漫画作品。『マーガレット』（集英社）2014年5号から2014年16号まで連載された。
2018年6月より毎日放送制作でテレビドラマを放送、同年10月に実写映画化。

## あらすじ
顔もスタイルもいい愛され男子、古谷斗和は幼少期から周りにちやほやされながら生きてきた。それゆえとてもモテるが、本気の恋をしたことがなく恋愛経験は無い上女性経験がない童貞。それに焦った斗和はある日全く気のない学年1の美少女でクールビューティーの美輪美苑に告白する。しかし、嘘の告白ということを見抜かれあっさり振られてしまう。まさか振られるとは思っておらず、必死にアタックしていく内に、美苑の優しい内面を知り、どんどん惹かれていく。だが、美苑には好きな人がいた。斗和の初恋の結末はどうなるのか。

## 登場人物
古谷斗和（ふるや とわ）
常に女子に囲まれている愛され男子で、鑑賞用男子。女子からの支持率No. 1だが、惟智也と律と同じく童貞である。2人の姉と母から溺愛されている。映画では、一人っ子の設定である。
三輪美苑（みわ みその）
父が他界し、母は水商売をしているため、家に1人でいることが多い。柾木のことが好き。
澤田惟智也（さわだ いちや）
斗和の幼馴染。家族構成は父、母、妹。斗和と律と同じく童貞。特技は人間観察と運動系全般。
新見律（にいみ りつ）
斗和の幼馴染。家族構成は父、母。斗和と惟智也と同じく童貞。特技はピアノ。
松野まこと（まつの まこと）
美苑の数少ない友達。美苑目当てで告白してきた人から助けてもらうなど斗和に助けられたため、斗和のことを応援している。
柾木隆次（まさき たかつぐ）
斗和達のクラスの副担任。担当科目は古典。

## 書誌情報

### 漫画
- 椎葉ナナ 『覚悟はいいかそこの女子。』 集英社 〈マーガレットコミックス〉、全2巻
  1. 2014年6月25日発売[5]、『マーガレット』2014年5号[1] - 11号、ISBN 978-4-08-845226-5
    - まこと日記（描きおろし）

  2. 2014年8月25日発売[6]、『マーガレット』2014年12号 - 16号[2]、ISBN 978-4-08-845252-4
    - オレの彼女がストーカーな件（『マーガレット』2013年20号）
    - 覚悟はいいかそこの女子。〜その後の2人〜（描きおろし）

### 小説
- 原作：椎葉ナナ、脚本：李正姫、著者：藍川竜樹 『映画ノベライズ 覚悟はいいかそこの女子。』 〈集英社オレンジ文庫〉、全1巻
  1. 2018年8月21日発売[7]、ISBN 978-4-08-680208-6
- 原作：椎葉ナナ、脚本：李正姫、著者：はのまきみ 『覚悟はいいかそこの女子。 映画ノベライズ みらい文庫版 』 〈集英社みらい文庫〉、全1巻
  1. 2018年9月21日発売[8]、ISBN 978-4-08-321461-5

## テレビドラマ
2018年6月より、毎日放送の制作により、TBSをはじめとする同系列局の一部で放送の『ドラマイズム』枠にて放送。映画版の前日譚となる。

### あらすじ（テレビドラマ）
神奈川県立汐美高等学校に通学する古谷斗和は、幼馴染の新見律・澤田惟智也・久瀬龍生の3人と順風満帆な高校生活を謳歌しつつ、周囲の男子の色恋沙汰に巻き込まれていく。一方、律は斗和の従兄弟で帰国子女の麻倉小雨が気になり始めていた。

### キャスト

#### 主要人物
- 古谷斗和 - 中川大志
- 新見律 - 健太郎[注釈 1]
- 澤田惟智也 - 甲斐翔真
- 久瀬龍生 - 若林時英
- 麻倉小雨 - 恒松祐里

#### 汐美高校生徒
- 倉沢さくら - 浅見姫香
- 中岡優奈 - 大幡しえり
- 芦田琴菜 - 金沢友花
- 市川菜月 - 中村里帆
- 吉崎莉緒 - 三上紗弥
- 永倉周平 - 廉史

#### その他
柳杏奈、上埜すみれ、奥田佳弥子、田口彩実、白石優愛、千葉ゆき、和田侑徳、水江竜也、水無月サリー、小嶋修二、辿沓優良、渡部大稀、本間優太、内田健太、アサヌマ理紗、宇谷美緒、長澤茉里奈、樋口光、出口起新、酢谷有紀子

#### ゲスト

##### 第1話
- 内藤冬馬 - 杉野遥亮
- 垂水令 - 新川五郎（第2・3話）
- 浜田優希哉 - 室井響
- 大滝佑虎 - 萩原利久
- 松川晴翔 - 江原蓮（第4話）
- 早乙女珠子 - 神門実里（第2話）

##### 第2話
- 真島奏太 - 田中偉登

##### 第3話
- 升沢広司 - 上遠野太洸
- 宇山晶 - 西川俊介
- 大沼佳美 - 大坂美優
- 日向芳樹 - 岡宮来夢（男劇団 青山表参道X）

##### 第4話
- 中垣内賢治 - 中尾暢樹
- 宮橋茜 - 大沢ひかる
- 横道圭太 - 池本啓太
- 樋口太一 - 押田岳

##### 最終話
- 芝崎慶 - 明珍隼人（男劇団 青山表参道X）
- ベース - 吉田翔吾
- ドラム - 黒木凱

### 劇場版ゲスト
- 三輪美苑 (第1話) - 唐田えりか
- 柾木隆次 (第2話) - 小池徹平

### スタッフ
- 原作 - 椎葉ナナ
- 監督 - 井口昇
- 脚本 - 李正姫
- 主題歌 - ナオト・インティライミ「ハイビスカス」
- オープニングテーマ - SUPER★DRAGON「SWEET DEVIL」
- 挿入歌 - サイダーガール「約束」
- 制作 - ドリームプラス、ワンダーヘッド

### 放送日程
| 各話   | 放送日   | 放送日  | サブタイトル                                       |
| 各話   | 毎日放送 | TBS     | サブタイトル                                       |
| ------ | -------- | ------- | -------------------------------------------------- |
| 第1話  | 6月25日  | 6月27日 | 打倒・斗和な男子。                                 |
| 第2話  | 7月02日  | 7月04日 | マジ無理の男子。                                   |
| 第3話  | 7月09日  | 7月11日 | 同じ女子を好きになってしまった仲良し二人組の男子。 |
| 第4話  | 7月16日  | 7月18日 | 斗和に恋する乙女な男子。                           |
| 最終話 | 7月23日  | 7月25日 | 律の恋。                                           |

### 放送局
| 放送期間                | 放送時間                     | 放送局         | 対象地域       | 備考   |
| ----------------------- | ---------------------------- | -------------- | -------------- | ------ |
| 2018年6月25日 - 7月23日 | 月曜 0:50 - 1:20（日曜深夜） | 毎日放送       | 近畿広域圏     | 製作局 |
| 2018年6月27日 - 7月25日 | 水曜 1:28 - 1:58（火曜深夜） | TBSテレビ      | 関東広域圏     |        |
| 2018年6月30日 - 7月28日 | 土曜 1:30 - 2:00（金曜深夜） | 静岡放送       | 静岡県         |        |
| 2018年7月3日 - 7月31日  | 火曜 1:27 - 1:57（月曜深夜） | 北海道放送     | 北海道         |        |
| 2018年7月6日 - 8月3日   | 金曜 0:56 - 1:26（木曜深夜） | あいテレビ     | 愛媛県         |        |
| 2018年7月9日 - 8月6日   | 月曜 0:55 - 1:25（日曜深夜） | 山陰放送       | 鳥取県・島根県 |        |
| 2018年7月11日 - 8月8日  | 水曜 1:28 - 1:58（火曜深夜） | IBC岩手放送    | 岩手県         |        |
| 2018年7月17日 - 8月14日 | 火曜 1:28 - 1:58（月曜深夜） | RKB毎日放送    | 福岡県         |        |
| 2018年7月18日 - 8月15日 | 水曜 0:55 - 1:25（火曜深夜） | テレビユー山形 | 山形県         |        |
| 2018年7月19日 - 8月16日 | 木曜 1:30 - 2:00（水曜深夜） | 北陸放送       | 石川県         |        |
|                         | 木曜 1:50 - 2:20（水曜深夜） | 山陽放送       | 岡山県・香川県 |        |

| 毎日放送・TBS ドラマイズム | 毎日放送・TBS ドラマイズム | 毎日放送・TBS ドラマイズム             |
| 前番組                     | 番組名                     | 次番組                                 |
| -------------------------- | -------------------------- | -------------------------------------- |
| やれたかも委員会           | 覚悟はいいかそこの女子。   | マジで航海してます。 〜Second Season〜 |

## 映画
2018年10月12日公開。

### キャスト（映画）
- 古谷斗和 - 中川大志
- 三輪美苑 - 唐田えりか
- 新見律 - 伊藤健太郎
- 澤田惟智也 - 甲斐翔真
- 久瀬龍生 - 若林時英
- 荒木彰 - 荒川良々
- 柾木隆次 - 小池徹平

### スタッフ（映画）
- 原作 - 椎葉ナナ「覚悟はいいかそこの女子。」（集英社マーガレットコミックス刊）
- 監督 - 井口昇
- 脚本 - 李正姫
- 音楽 - KYOHEI（Honey L Days）
- 主題歌 - ナオト・インティライミ「ハイビスカス」(ユニバーサル シグマ）
- 製作 - 村松秀信、瀬井哲也、木下直哉、楮本昌裕
- エグゼクティブプロデューサー - 紀伊宗之、丸山博雄
- 企画・プロデュース - 木村元子
- プロデューサー - 神保友香、尹楊会、福井真奈
- 共同プロデューサー - 吉川亜未
- ラインプロデューサー - 森満康巳
- 撮影監督 - 栢野直樹
- 照明 - 蒔苗友一郎、岩切弘治
- 録音 - 湯脇房雄、田中博信
- 美術プロデューサー - 福田宣
- 美術 - 保泉綾子
- 装飾 - 野村哲也
- 衣装 - ヨシダミホ
- ヘアメイク - リョータ
- アクション - カラサワイサオ
- VFXスーパーバイザー - 鹿角剛
- 編集 - 松尾浩、和田剛
- 音響効果 - 井上奈津子
- 監督補 - 岡秀樹
- 助監督 - 星秀樹、伊藤良一
- 制作担当 - 伊東祐之
- 配給 - 東映
- 制作プロダクション - ドリームプラス
- 制作協力 - ワンダーヘッド
- 製作 - 映画「覚悟はいいかそこの女子。」製作委員会（東映、バップ、木下グループ、ユニバーサル ミュージック、毎日放送）

### 受賞歴
- 第42回日本アカデミー賞[10]
  - 新人俳優賞 - 中川大志

### 関連商品（映画）
- 覚悟はいいかそこの女子。映画公開記念!!スペシャルDVD[11][12]（『マーガレット』2018年21号ふろく）